# Raimondo Montecuccoli (croiseur)
Pour les articles homonymes, voir Raimondo Montecuccoli (homonymie).
Le Raimondo Montecuccoli  était un croiseur léger de classe Raimondo Montecuccoli ayant servi dans la Regia Marina et dans la Marina militare entre 1935 et 1963. Il fut baptisé en l'honneur de Raimondo Montecuccoli, homme de guerre italien du XVIIe siècle.

## Historique

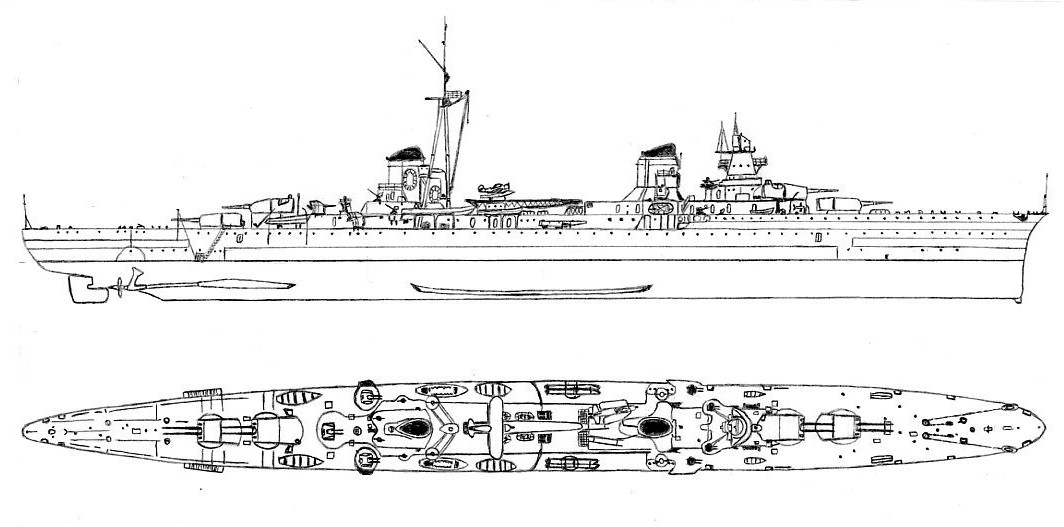
Plan de la classe Raimondo Montecuccoli.

Le déclenchement de la deuxième guerre sino-japonaise pousse la marine italienne à renforcer son dispositif en Extrême-Orient. C'est ainsi que le mouilleur de mines Lepanto et la canonnière Carlotto se voient adjoindre un croiseur léger flambant neuf quittant Naples le 27 août 1937 pour arriver à Shanghai le 15 septembre. Il resta déployé sur zone jusqu'au 1er novembre 1938 après avoir été relevé par le Bartolomeo Colleoni. Il rentre en Italie le 7 décembre 1938, étant affecté à la 8e Division de croiseurs après un grand carénage à La Spezia.
Lorsque l'Italie entre en guerre en juin 1940, le Raimondo Montecuccoli est intégré à la 7e Division de croiseurs en compagnie des croiseurs légers Eugenio di Savoia, Emanuele Filiberto Duca d'Aosta et Muzio Attendolo. Il participe à la bataille de Punta Stilo d'où il ressort indemne avant de participer à la bataille de Pantelleria, au cours duquel il désempara le destroyer britannique HMS Bedouin, endommagea le croiseur HMS Cairo, le destroyer HMS Partridge et le pétrolier Kentucky. Il appuya la douloureuse campagne italienne contre la Grèce le 18 décembre 1940 en compagnie de l'Eugenio di Savoia et de quatre contre-torpilleurs, en tirant sur les positions grecques près de Lukova, à 30 km au nord du canal de Corfou. Il assura également l'escorte de convois en direction de l'Afrique du Nord.
Gravement endommagé par un bombardement de l'USAAF à Naples le 4 décembre 1942, il est réparé et de nouveau disponible en août 1943, un mois seulement avant l'armistice, endommageant en compagnie de l'Eugenio di Savoia un petit convoi allié en direction de Palerme, sans réelles conséquences pour le convoi comme pour les croiseurs.
Interné par les alliés après l'armistice à Malte puis à Alexandrie, il sert de transport rapide avant d'être rendu à l'Italie après le traité de paix de 1947. La tourelle B est débarquée au cours d'un dernier grand carénage entre octobre 1953 et juin 1954 alors que le croiseur était utilisé comme navire-école. Le Raimondo Montecuccoli est désarmé en 1963 puis vendu à la démolition en 1964.
Le Raimondo Monteccucoli a remplacé au cours de la guerre ses quatre affûts doubles de 13,2 mm et ses installations d'hydravion par cinq affûts doubles de 20 mm. Les tubes lance-torpilles ont été également débarqués au cours du conflit.
Le croiseur est présent dans le jeu vidéo World of Warships en tant que croiseur de tiers V.Il est aussi présent dans le jeu vidéo War Thunder en tant que croiseur lourd de rang IV.

## Galerie

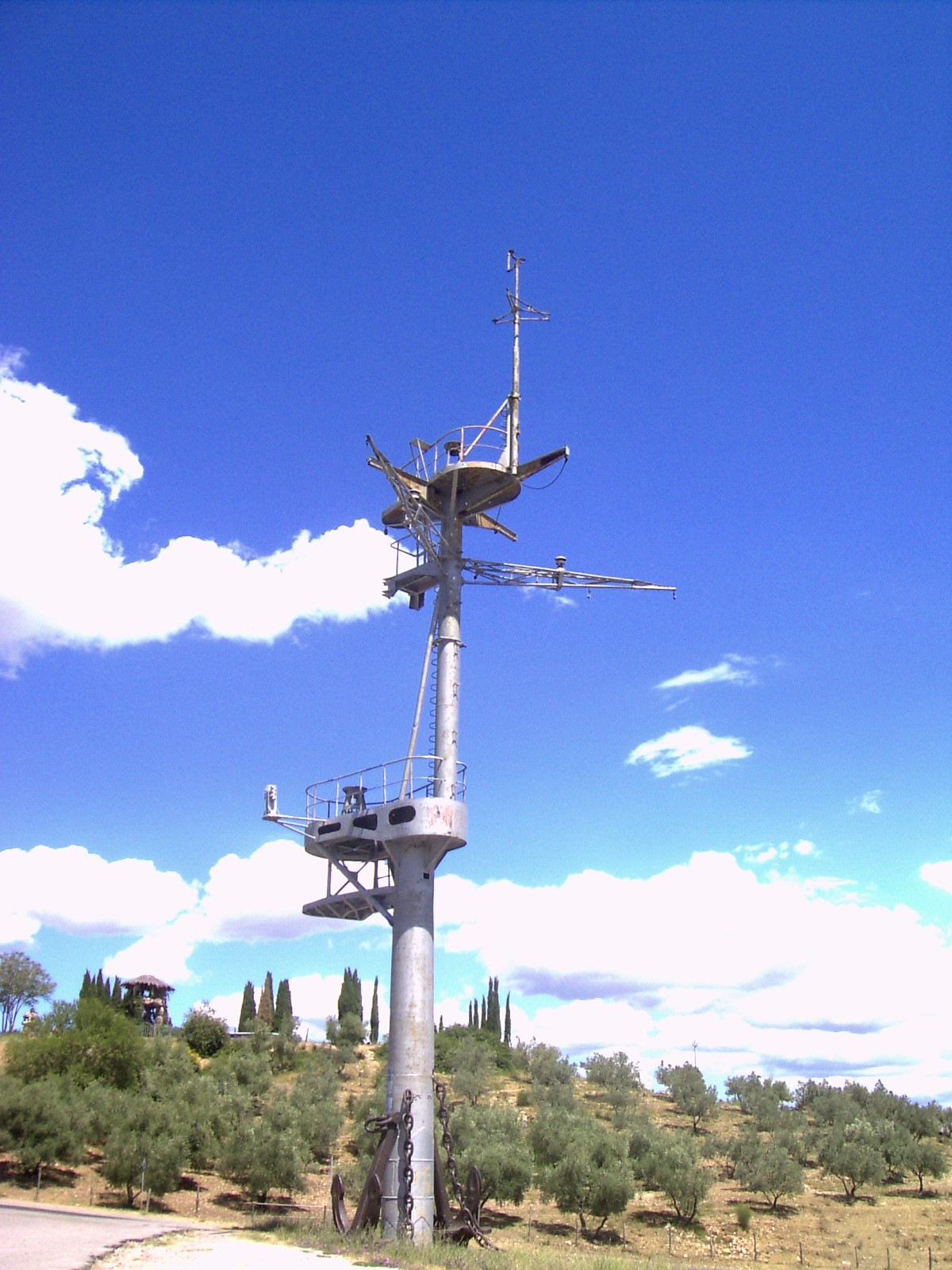
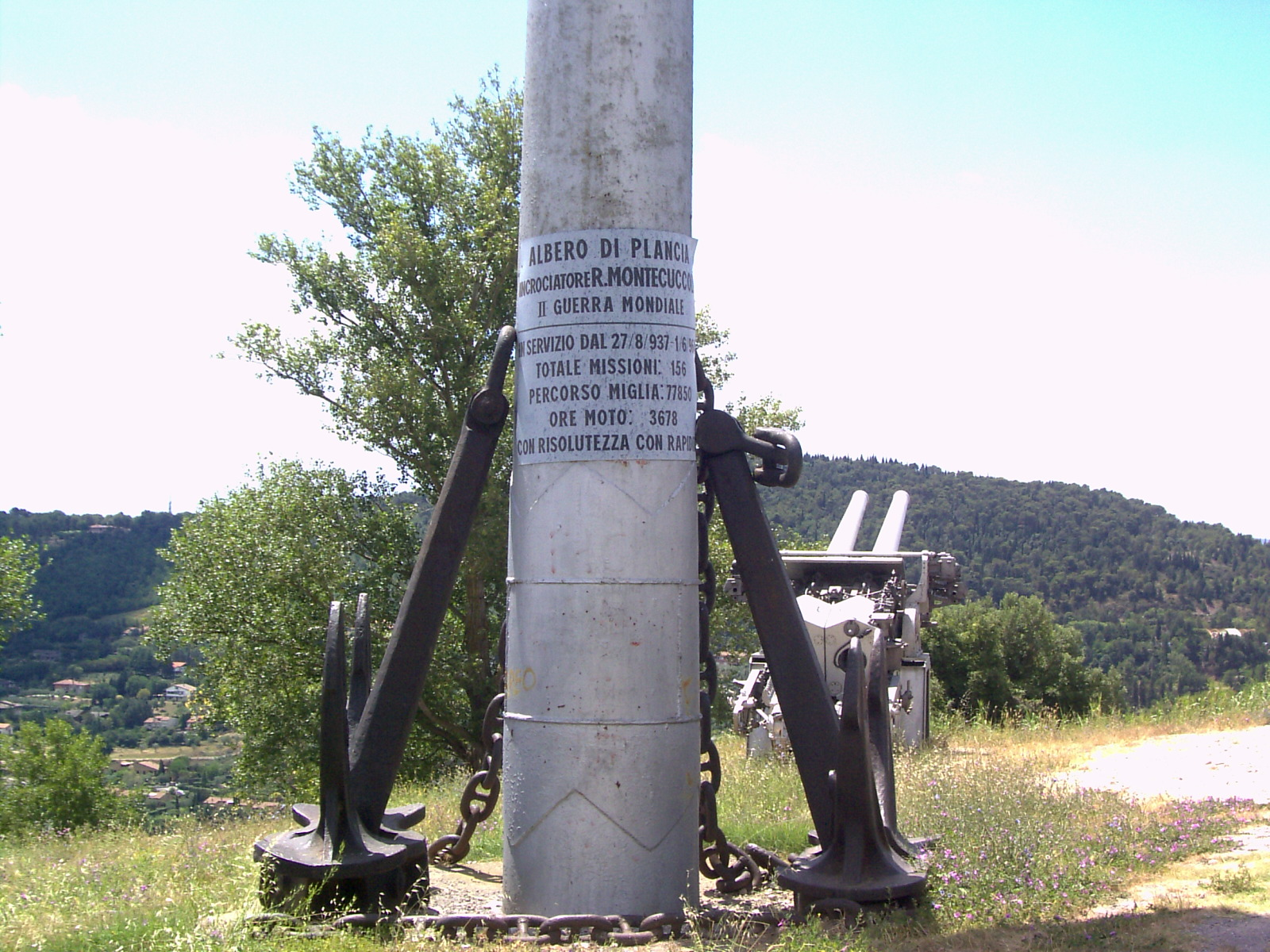
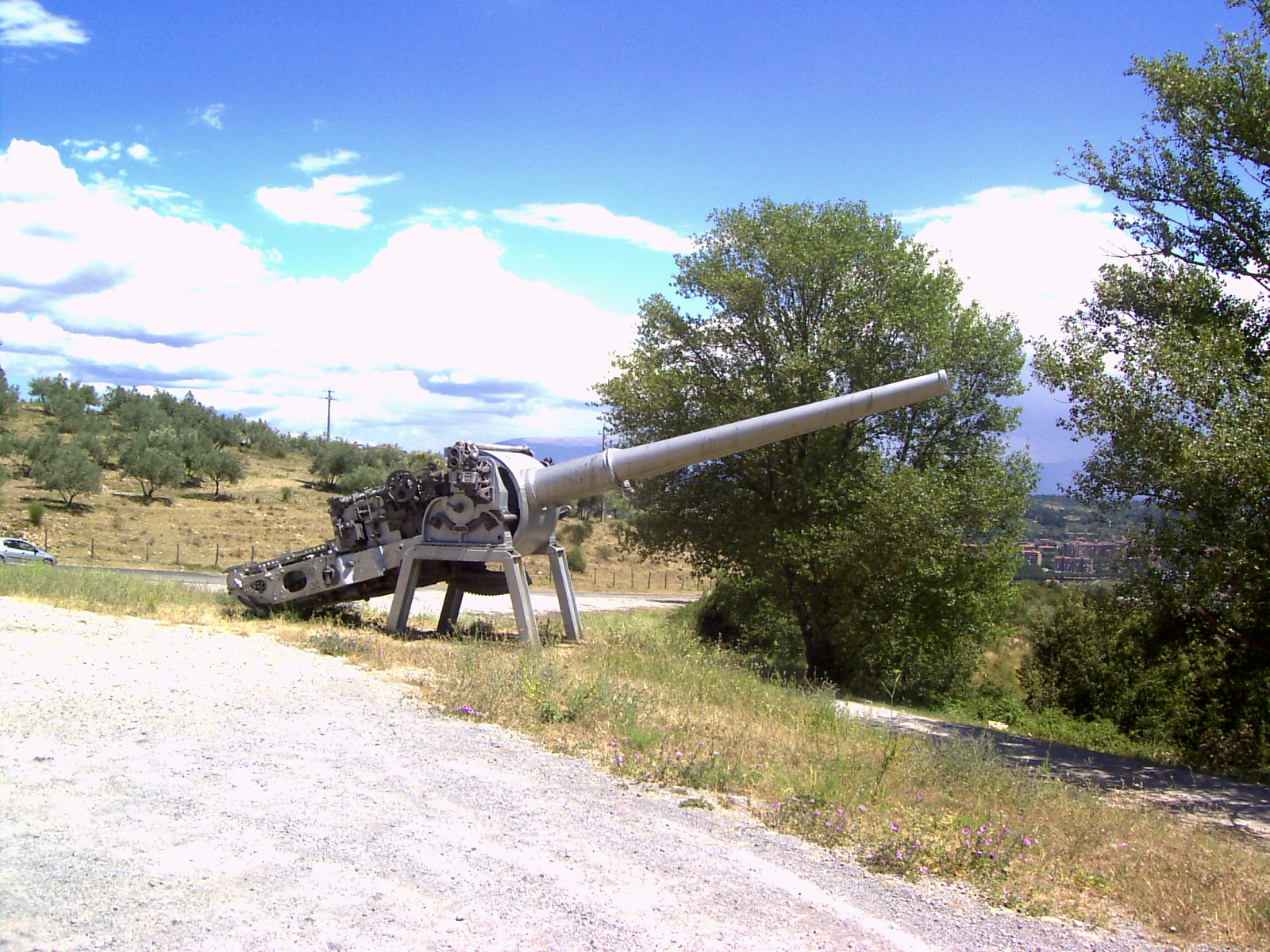
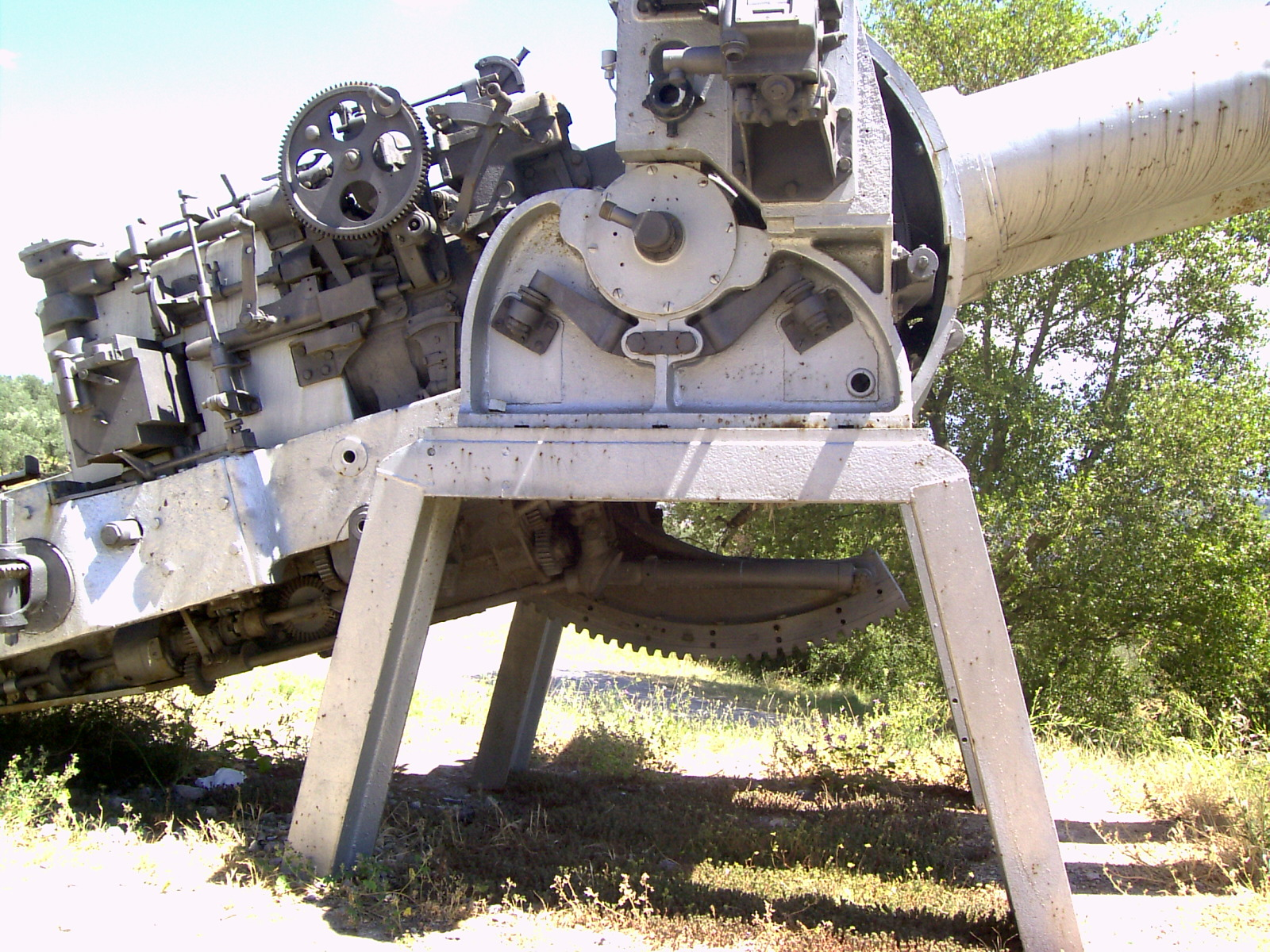